# Lena (Arktischer Ozean)
Die Lena (russisch Ле́на; jakutisch Өлүөнэ, Ölüöne) ist ein Strom in Sibirien im asiatischen Teil Russlands, der zu den längsten Flüssen der Erde gehört. Sie mündet in die Laptewsee, ein Randmeer des Arktischen Ozeans. Die Lena ist von der Quelle bis zu ihrem Delta 4294 km lang, über den wasserreichsten Deltaarm Bykowskaja Protoka sind es sogar insgesamt 4400 km.

## Verlauf
Die Lena entspringt etwas mehr als fünf Kilometer nordwestlich des Baikalsees im Baikalgebirge. Ihre Quelle liegt auf 1465 m Höhe auf der Westflanke eines 2023 m hohen Berges – in unbesiedeltem Gebiet des Baikal-Lena-Naturreservats. Direkt an der Lenaquelle wurde 1997, anlässlich des 250. Geburtstags des aus dieser Gegend stammenden Metropoliten Innokenti von Moskau, eine Holzkapelle zu seinen Ehren errichtet.
Anfangs fließt die Lena ein Stück nach Norden. Etwa von der Stelle an, wo sie die 1000-m-Höhenlinie unterschreitet, verläuft sie in westsüdwestlicher Richtung nach Birjulka (555 m) und dann westwärts nach Katschug (510 m). Dann fließt die Lena, nach Wechsel vom Baikalgebirge in das Lena-Angara-Plateau, ein Stück nach Nordwesten und Norden und durch Schigalowo (410 m). Vor Ust-Kut (285 m) wendet sie sich für ein Stück nach Westen und dreht noch vor der Stadt im Rahmen einer langgestreckten Flussschleife erst nach Osten und dann nach Nordosten. Ab Ust-Kut ist der Fluss schiffbar. Dann mündet bei Kirensk (248 m), von wo die Lena ein Stück parallel zur dem Jenissei zustrebenden Unteren Tunguska und nur wenige Kilometer südöstlich von dieser verläuft, die ebenfalls nahe dem Baikalsee entspringende Kirenga ein. Dabei wechselt sie vom Lena-Angara-Plateau in das Mittelsibirische Bergland (max. 1701 m) über.
Danach mündet bei der Siedlung Witim (185 m) der von Süden kommende Fluss Witim. Wenig später schlägt die Lena bei Lensk (160 m) einen langgestreckten Rechtsbogen nördlich um das Patomhochland (max. 2148 m) herum. Dabei dreht sie ein Stück nach Südosten und nimmt etwas unterhalb von Oljokminsk (125 m) die von Süden heran fließende Oljokma auf. Von nun an fließt sie nach Ostnordosten. Nach Aufnahme der Sinjaja bei Sinsk (100 m) und anschließendem Passieren der Lenafelsen gelangt sie bei Eintreten in die Mitteljakutische Niederung vorbei an Pokrowsk (94 m) nach Jakutsk (92 m). Danach fließt der Lena erst der letztlich von Ostsüdosten kommende Aldan und dann, nach Passieren von Sangar (65 m) unterhalb der ehemaligen Ortschaft Tas-Tumus (57 m) von Westen der Wiljui zu. In dieser Region verläuft der Fluss zwischen dem Werchojansker Gebirge (max. 2959 m; im Osten) und dem Mittelsibirischen Bergland (im Westen) – überwiegend in Süd-Nord-Richtung.
Etwas weiter nordwestlich mündet, auf ihren letzten Kilometern von Westen kommend, der Linde und nach Passieren von Schigansk (32 m) aus gleicher Richtung die Muna in die Lena. Einiges weiter nordnordöstlich mündet bei Siktjach (12,5 m) der Molodo ein. Weiter nordöstlich fließt die Lena, etwa ab Kjussjur (6,5 m), zwischen den Nordausläufern des Werchojansker Gebirges im Osten und dem Czekanowskibergen (max. 539 m) (Nordostteil des Mittelsibirischen Berglands) im Westen hindurch.
Schließlich erreicht die Lena ihr rund 45.000 km² großes Delta, das von West nach Ost maximal 230 km und von Nord nach Süd bis zu 150 km misst. Nach dem Durchfließen dieses weit verästelten Mündungsdeltas erreicht ihr Wasser die Laptewsee, ein Randmeer des Nordpolarmeers.

## Lenafelsen
Flussaufwärts betrachtet etwa 90 km westsüdwestlich von Pokrowsk bzw. 150 km (jeweils Luftlinie) südwestlich von Jakutsk erheben sich in unbesiedeltem Gebiet an der Lena die Lenafelsen (⊙). Die aus dem Kambrium stammenden Felsen erstrecken sich etwas unterhalb der von Norden einmündenden Sinjaja entlang dem Südufer des dort auf etwa 99 m bis 96 m Höhe verlaufenden Stromes auf etwa 80 km Länge. Sie erreichen maximal etwa 300 m und ihr flussnahes Hinterland maximal rund 328 m Höhe. Die Felslandschaft liegt im Naturpark Lenafelsen, der 1995 gegründet wurde und 4850 km² groß ist, und wurde 2012 von der UNESCO als Weltnaturerbe ausgewiesen. In Richtung Süden leitet die Landschaft zum Fluss Buotama über, die noch einiges oberhalb von Pokrowsk in die Lena mündet.

## Einzugsgebiet und Nebenflüsse
Das Einzugsgebiet der Lena entspricht mit 2.490.000 km² Größe knapp der siebenfachen Fläche Deutschlands. Der etwa zwischen 2.800 m³/s im Januar und 66.500 m³/s im Juni variierende Abfluss, ist hauptsächlich auf die zwischen Mai und Juni auftretende Eisschmelze zurückzuführen.
Der minimale jemals gemessene Abfluss der Lena (Pegel Kjussjur am Unterlauf) von 366 m³/s, wurde am 27. April 1940 registriert, der maximale Abfluss von 220.000 m³/s am 4. Juni 1989. Im Juni 1989 wurde dort auch der maximale Abfluss von 104.000 m³/s im monatlichen Mittel erreicht.

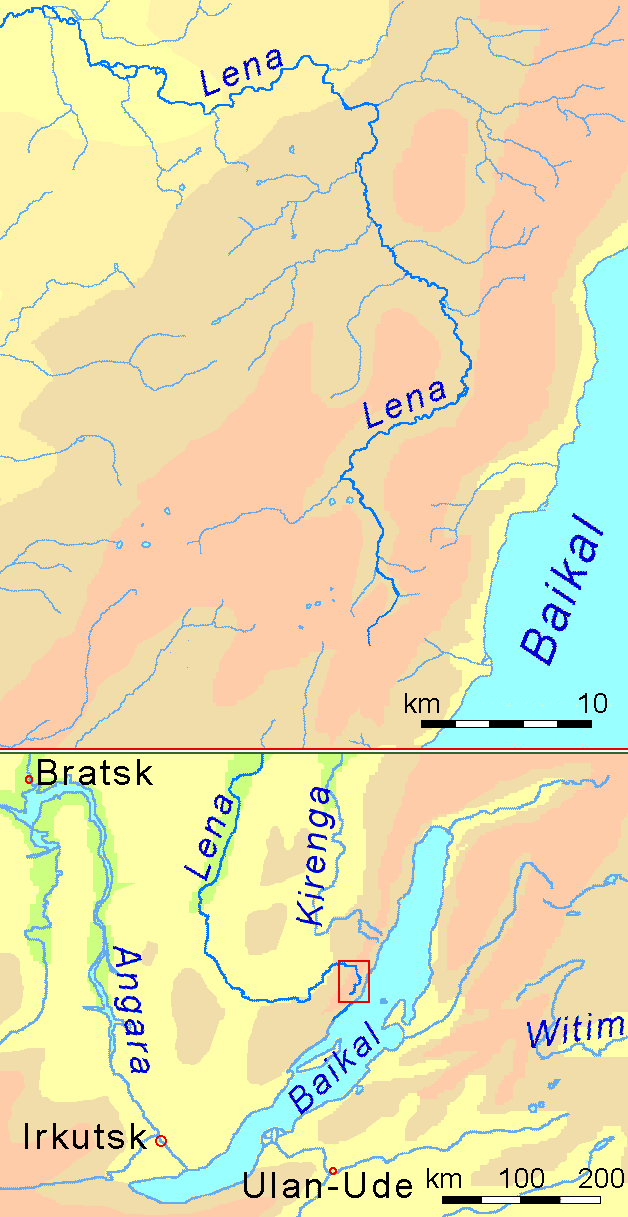
Quellgebiet der Lena in der Nähe des Mittelteiles des Baikalsees

| Nebenflüsse |
| --- |
| Die folgende Liste umfasst größere Nebenflüsse der Lena, flussabwärts betrachtet: Namen bei mindestens 1000 km langen Flüssen fett, angegeben sind die orographische Zuordnung (l = linksseitig; r = rechtsseitig), die Länge in Kilometern (km), die Lage der Mündung, der Lenaflusskilometer oberhalb der Mündung in die Laptewsee und – wenn bekannt – das Einzugsgebiet des Nebenflusses in Quadratkilometern (km²): - l: Ilga (289 km), in Schigalowo; km 3773; 10.400 km² - l: Kuta (408 km), in Ust-Kut; km 3466; 12.500 km² - l: Jakurim (73 km), in Ust-Kut; km 3448 - r: Tajura (216 km), bei Tajura; km 3384; 5720 km² - r: Kirenga (746 km), in Kirensk; km 3155; 46.600 km² - r: Tschaja (353 km), zwischen Kirensk und Ust-Tschuja; km 3017; 11.400 km² - l: Tschaika (120 km), zwischen Kirensk und Ust-Tschuja; km 2816; 2520 km² - r: Tschuja (512 km), bei Ust-Tschuja; km 2740; 18.400 km² - r: Witim (1837 km), bei Witim; km 2714; 225.000 km² - l: Peledui (398 km), bei Peledui; km 2690; 14.300 km² - r: Pilka (117 km), zwischen Peledui und Chamra; km 2599; 2450 km² - l: Chamara (145 km), bei Chamra; km 2582; 2610 km² - l: Konjok (73 km), zwischen Chamra und Lensk; km 2555 - r: Chalamanda (90 km), zwischen Chamra und Lensk; km 2535 - r: Bolschoi Kontaika (Große Kontaika; 174 km), zwischen Lensk und Njuja; km 2472; 1710 km² - l: Njuja (798 km), bei Njuja; km 2420; 38.100 km² - l: Dscherba (299 km), bei Dscherba; km 2395; 8780 km² - l: Ura (181 km), etwas unterhalb Dscherba; km 2366; 2830 km² - r: Bolschoi Patom (Großer Patom; 570 km), weit unterhalb Dscherba; km 2334; 28400 km² - r: Maly Patom (Kleiner Patom; 136 km), weit unterhalb Dscherba; km 2323; 3520 km² - l: Birjuk (267 km), bei Birjuk; km 2160; 9710 km² - r: Oljokma (1436 km), etwas unterhalb Oljokminsk; km 2089; 210.000 km² - l: Namana (422 km), weit unterhalb Oljokminsk; km 2044; 16.900 km² - l: Marcha (346 km), weit unterhalb Oljokminsk; km 1928; 8910 km² - r: Tuolba (395 km), zwischen Oljokminsk und Sinsk; km 1875; 15.800 km² - l: Sinjaja (597 km), bei Sinsk; km 1716; 30.900 km² - r: Buotama (418 km), zwischen Sinsk und Pokrowsk; km 1609; 12.600 km² - r: Aldan (2273 km), weit unterhalb Jakutsk; km 1311; 729.000 km² - r: Batamai (35 km), bei Batamai; km 1310; 3210 km² - r: Tuurutschu (63 km), zwischen Batamai und Sangar; km 1289 - r: Beljanka (114 km), zwischen Batamai und Sangar; km 1277; 4560 km² - l: Kenkeme (589 km), zwischen Batamai und Sangar; km 1275; 10.000 km² - r: Chantschaly (241 km), zwischen Batamai und Sangar; km 1260; 2920 km² - r: Balamakan (65 km), zwischen Batamai und Sangar; km 1247 - r: Tschotschuma (144 km), zwischen Sangar und Tas-Tumus; km 1166; 2240 km² - l: Siitte (431 km), zwischen Sangar und Tas-Tumus; km 1157; 8250 km² - r: Ljunkjubei (114 km), zwischen Sangar und Tas-Tumus; km 1139; 1770 km² - l: Lungcha (508 km), bei Tas-Tumus; km 1132; 10.300 km² - l: Wiljui (2650 km), zwischen Tas-Tumus und Schigansk; km 1102; 454.000 km² - l: Mynnyyjyky (102 km), zwischen Tas-Tumus und Schigansk; km 1086; 1170 km² - l: Tyympylykan (357 km), zwischen Tas-Tumus und Schigansk; km 1086; 5130 km² - r: Lepiske (299 km), zwischen Tas-Tumus und Schigansk; km 1057; 10.300 km² - r: Mundaalyk (103 km), zwischen Tas-Tumus und Schigansk; km 1037; 920 km² - l: Linde (804 km), zwischen Tas-Tumus und Schigansk; km 985; 20.000 km² - l: Bylachy (118 km), zwischen Tas-Tumus und Schigansk; km 954; 787 km² - r: Kjundjudei (240 km), zwischen Tas-Tumus und Schigansk; km 921; 3910 km² - r: Iineech (123 km), zwischen Tas-Tumus und Schigansk; km 918; 822 km² - l: Bachaany (250 km), zwischen Tas-Tumus und Schigansk; km 835; 2930 km² - r: Jundjuljun (414 km), zwischen Tas-Tumus und Schigansk; km 820; 12800 km² - r: Orutschan (115 km), zwischen Tas-Tumus und Schigansk; km 818; 2670 km² - l: Nuorda (69 km), bei Schigansk; km 754; 1110 km² - r: Begidjan (195 km), zwischen Schigansk und Dschardschan; km 740; 3910 km² - r: Ukunku (148 km), zwischen Schigansk und Dschardschan; km 703; 2390 km² - r: Sobolooch-Majan (411 km), zwischen Schigansk und Dschardschan; km 700; 13.300 km² - l: Choruongka (377 km), zwischen Schigansk und Dschardschan; km 696; 8330 km² - l: Kjujuleenke (211 km), zwischen Schigansk und Dschardschan; km 620; 4090 km² - l: Muna (715 km), zwischen Schigansk und Dschardschan; km 606; 30.100 km² - l: Motortschuna (423 km), zwischen Schigansk und Dschardschan; km 606; 9250 km² - r: Mengkere (227 km), zwischen Schigansk und Dschardschan; km 603; 15.900 km² - r: Natara (187 km), zwischen Schigansk und Dschardschan; km 551 (5730 km²) - r: Dschardschan (297 km), bei Dschardschan; km 513; 11.400 km² - l: Molodo (556 km), bei Siktjach; km 413; 26.900 km² - r: Bosjujuke (152 km), zwischen Dschardschan und Kjussjur; km 296; 5780 km² - l: Bulun (59 km), bei Bulun; km 206 |

Einzugsgebiet der Lena
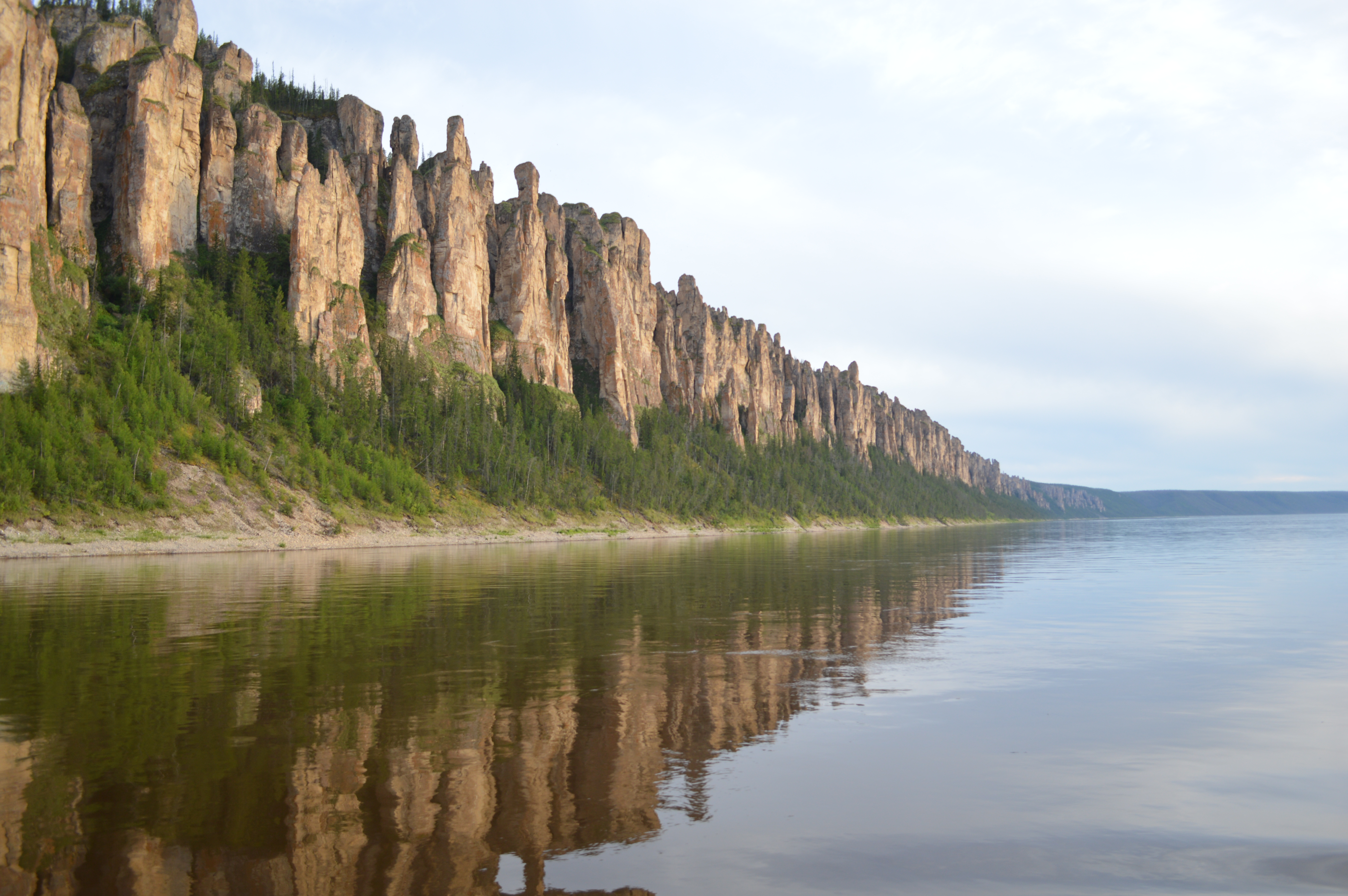
Die Lenafelsen südlich von Jakutsk
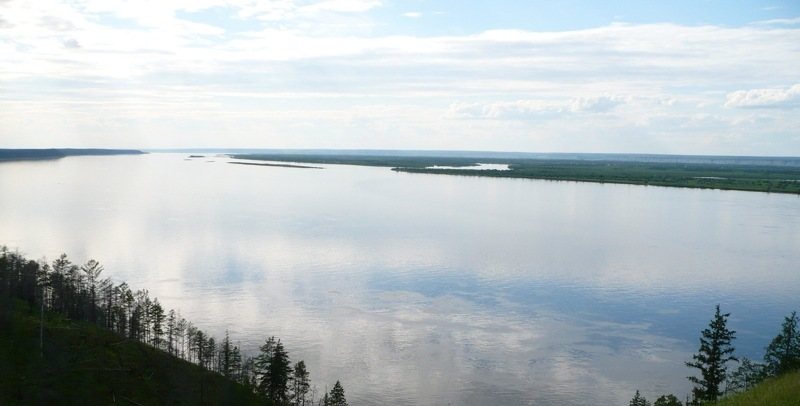
Lena bei Jakutsk
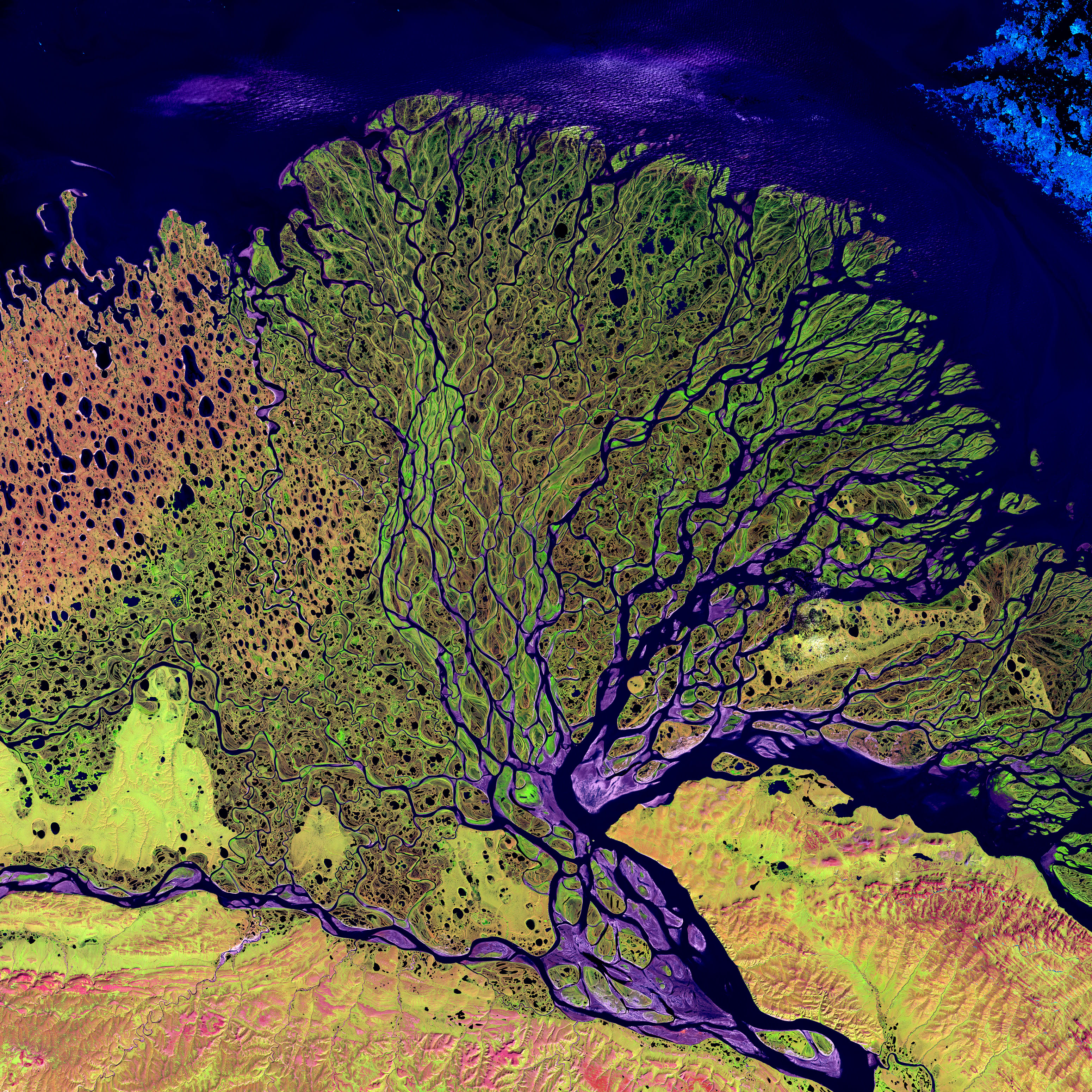
Das Lenadelta (NASA Landsat Project)
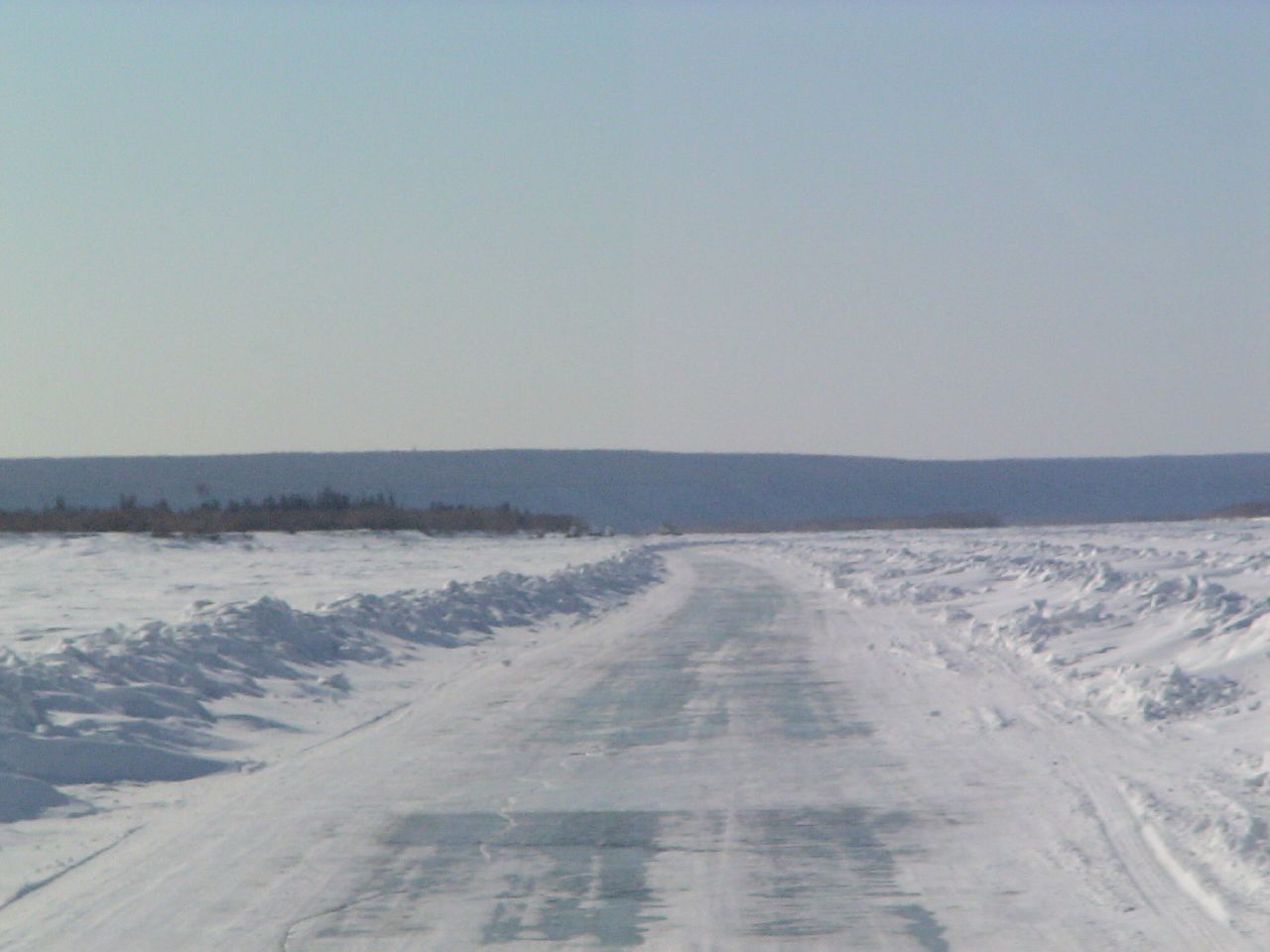
Eisstraße über die Lena

## Ortschaften
Zu den Ortschaften (auch ehemaligen) an der Lena und nahe dem Lenadelta gehören flussabwärts betrachtet – mit ungefähren Uferhöhen in Meter (m) über dem Meeresspiegel (Städte fett, nicht mehr existierende Ortschaften kursiv, Verwaltungssitze von Rajons/Ulussen und Stadtkreisen mit * gekennzeichnet):
An der Lena:
| - Birjulka (555 m) - Katschug* (510 m) - Wercholensk (485 m) - Schigalowo* (410 m) - Ust-Kut* (285 m) - Kasarki (273 m) - Tajura (268 m) - Nasarowo (263 m) - Werchnemarkowo (262 m) - Makarowo (252 m) - Kirensk* (250 m) - Alexejewsk (246 m) - Ust-Tschuja (187 m) - Witim (185 m) - Peledui (180 m) - Chamra (170 m) - Lensk* (160 m) - Njuja (150 m) - Dscherba (145 m) - Birjuk (128 m) | - Oljokminsk* (125 m) - Sinsk (100 m) - Mochsogolloch (95 m) - Pokrowsk* (94 m) - Nischni Bestjach (93 m) - Jakutsk* (92 m) - Schatai* (90 m) - Namzy* (80 m) - Batamai (71 m) - Sangar* (65 m) - Tas-Tumus (57 m) - Schigansk* (32 m) - Dschardschan (19 m) - Siktjach (12,5 m) - Kjussjur (6,5 m) - Bulun (6 m) - Tit-Ary (1,5 m) - Bykowski (0 m; am Nordende der Bykowski-Halbinsel unweit der Mündung des rechten großen Lenaarmes Bykowskaja in die Laptewsee) |

Nahe dem Lenadelta:
- Tiksi* (10 m), Küsten- und Hafenort an der Laptewsee (etwa 55 km östlich der Lena und gut 20 km südlich vom Ostteil des Lenadeltas)

Die Ortschaften bis einschließlich Alexejewsk liegen in der Oblast Irkutsk, alle weiteren in der Republik Sacha (Jakutien).

## Klima und Schiffbarkeit
Gewöhnlich ist die Lena von Oktober bis Juni zugefroren, sodass sie als Eisstraße genutzt werden kann. Bei der Eisschmelze wird die Lena zum reißenden Strom und ihr Wasserstand kann um 25 Meter ansteigen. Besonders verheerende Auswirkungen haben dabei die Eisstauungen, durch deren Folgen im Mai 2001 unter anderem die Stadt Lensk verwüstet wurde und große Teile von Jakutsk unter Wasser standen. Wenn der Fluss eisfrei ist, ist die Lena ab Ust-Kut bis zu ihrem großen Mündungsdelta auf 3500 km Länge schiffbar.